# Stilobezzia limnophila
Stilobezzia limnophila är en tvåvingeart som beskrevs av Ingram och John William Scott Macfie 1922. Stilobezzia limnophila ingår i släktet Stilobezzia och familjen svidknott. Inga underarter finns listade i Catalogue of Life.